# Wunsiedel
Wunsiedel je správním střediskem bavorského zemského okresu Wunsiedel im Fichtelgebirge. Leží ve Smrčinách, v údolí nad řekou Röslau.
Ve Wunsiedelu se nachází okresní úřad, finanční úřad, geodetický úřad, obvodní soud a ředitelství okresní policie.

## Historie
Wunsiedel je prvně připomínán roku 1163, kdy zde měl sídlo ministeriál Adelbertus, nebo Albrecht. Název města je pravděpodobně složeninou slov wunne = země lesů a luk a sedel = šlechtické sídlo. V roce 1285 obdržel Wunsiedel purkrabí Bedřich III. z Norimberka jako léno od císaře Rudolfa I. Habsburského. Roku 1326 byla Wunsiedelu propůjčena městská práva, která byla v roce 1328 potvrzena císařem Ludvíkem Bavorským. Ve středověku byl Wunsiedel významným střediskem těžby cínu. Od roku 1613 byl Wunsiedel centrem Šestizemí. Hlavnímu úřadu ve Wunsiedelu byly podřízeny úřady v Hohenbergu, Weißenstadtu, Kirchenlamitz, Selbu a Thiersteinu. Do roku 1792 náleželo město k Bayreuthskému knížectví. Mezi lety 1792 až 1806 bylo pod pruskou správou, a poté bylo až do roku 1810 obléháno napoleonskými vojsky. V roce 1810 přešel Wunsiedel do správy Bavorského království. Požáry v letech 1476, 1547, 1607, 1636, 1644, 1646, 1657 a 1731 zasáhly a významně poničily všechny části města. Po posledním velkém požáru v roce 1834, kdy byly zničeny skoro dvě třetiny města, získalo město svou nynější klasicistickou tvář.
Wunsiedel proslul smutečními pochody, které se zde konaly v srpnu od 90. let 20. století a mířily k hrobu Rudolfa Hesse. I když Bavorský správní soud a Spolkový ústavní soud „vzpomínkový pochod“ povolily, protestovalo zde proti němu v roce 2004 asi 4500 demonstrantů. V roce 2005 byl pochod zakázán všemi nadřazenými soudy.

## Památky
- zámek Bernstein
- farní kostel sv. Víta
- kostel sv. Marie
- farní kostel U dvou Apoštolů
- hřbitovní kostel sv. Trojice
- trosky kostela sv. Kateřiny na Katharinenbergu
- radnice z let 1835/1837
- rodný dům básníka Jeana Paula s jeho bystou
- hrob Rudolfa Hesse

## Průmysl
Ekonomiku města značně ovlivňuje oděvní průmysl, výroba skla a porcelánu, zpracování kamene a stavební průmysl. Oblíbeným vývozním artiklem je bylinný lék Sechsamtertropfen. Míra nezaměstnanosti je srovnatelná s bavorským průměrem.

## Místní části
Město má 30 místních částí, jimiž jsou:
| - Bernstein - Breitenbrunn - Fleißenhammer - Furthammer - Göpfersgrün - Göringsreuth - Hauenreuth - Hildenbach - Hildenmühle - Holenbrunn | - Johanneszeche - Juliushammer - Klause - Kösseinehaus - Luisenburg - Krohenhammer - Schneckenhammer - Schneckenmühle - Schönbrunn - Schönlind | - Sinatengrün - Stemmasgrün - Stollenmühle - Valetsberg - Walkmühle - Wiesenmühle - Wintersberg - Wintersreuth - Wunsiedel - Ziegelhütte |

## Partnerská města
- Mende, Francie (od roku 1980)
- Schwarzenberg, Německo (od roku 1990)
- Volterra, Itálie (od roku 2006)
- Ostrov, Česko (od roku 2009)